# Матюші
Матюші́ — село в Білоцерківському районі Київської області, до 2017 року — центр сільської ради. Розташоване над річкою Роставиця. На північ і на південь від села простяглися господарчі поля. За 2 км на схід — село Трушки, на заході за 1 км — село Шамраївка.

## Історія
Легенда говорить, що в сиву давнину на місці села було поселення хліборобів і скотарів, але в XIII столітті його дощенту знищили монгольські завойовники. Інша легенда говорить, що в XV столітті на спустошеному селищі заснував хутір козак Матюха.[джерело?] Проте згодом хутір зруйнувала татарська орда, а Матюху захопили в полон. Повернувшись з неволі, козак знову поселився на своїй зруйнованій садибі, але змушений був тікати з обжитого місця від польських феодалів. Зібравши ватагу козаків, він нападав на панські фільварки і купецькі каравани, загрожував гарнізону Білоцерківської фортеці. Польські феодали переманили Матюху до себе на службу, наділили його землею і з того часу місце, де нині стоїть село, стали називати «Матюшин хутір». В польських історичних джерелах XVII століття село мало назву «Матюше».
У 1729—1740 роках у селі було 20 дворів і 200 осіб населення. У 1765 році в селі було 80 халуп, з яких стягували 682 польських злотих і 12 грошів чиншу, 80 золотих подорожнього, 52 ставщизни, 40 золотих поколісного.[джерело?] Своє нерозрадне горе, нещастя і злидні селяни прагнули втопити в горілці. На цьому наживалися корчмарі. Польська конституція давала шляхті право не тільки визискувати селян, а й втручатися в їх особисте життя, забороняти дотримувати українських звичаїв, релігійних православних обрядів. З метою послаблення релігійного гноблення польські феодали мали намір покатоличити українців. Сільський піп з 1729 року ревно проводив у Матюшах політику Ватикану. Більше 30 років селяни терпіли утисків уніатів. У 1773 році в селі московські окупанти відновили православну віру, а в 1775 році село знову захоплено до унії.
Метричні книги, клірові відомості, сповідні розписи церкви св. Михаїла с. Матюші Трушківської волості Васильківського пов. Київської губернії перебувають на збереженні в ЦДІАК України.
В 1925 р. виникло товариство спільного обробітку землі, яке в 1929 р. у примусовому порядку перетворено в колгосп ім. Ворошилова. 
В 1930 році в селі утворилось два колгоспи. Голодомор 1932-1933 рр. забрав життя багатьох матюшан. Відомо, що родина Блажея Лакомця та його дружини Марії Лакомець (до шлюбу — Голубенко) вижили завдяки тому, що господар навідував старшу доньку Ганну в Києві, котра працювала в буфеті і передавала батькові мішки картопляних лушпайок. 
Від 2017 року входить до Фурсівської об'єднаної територіальної громади.

## Відомі люди
У Матюшах народилися:
- відомий український журналіст і літератор Леонід Бровченко[3], автор низки цікавих художніх творів, до виходу на пенсію — заступник головного редактора парламентської газети «Голос України». Основні свої твори він написав серед чарівної природи у рідному селі, де проводить кожне своє літо. Л. Ф. Бровченко — Заслужений журналіст України.
- Березовський Андрій Володимирович — професор кафедри ветсанекспертизи, мікробіології, зоогігієни та безпеки якості продуктів тваринництва Сумського національного аграрного університету, доктор ветеринарних наук.

## Джерело
- Матюші — Інформаційно-пізнавальний портал | Київська область у складі УРСР [Архівовано 5 квітня 2013 у Wayback Machine.] (На основі матеріалів енциклопедичного видання про історію міст та сіл України, тому — Історія міст і сіл Української РСР: Київ. — К.: Гол. ред. УРЕ АН УРСР, 1968., Історія міст і сіл Української РСР. Київська область / Ф. М. Рудич (голова ред. колегії) та ін. — К.: Гол. ред. УРЕ, 1971. — 792 с.)
- Облікова картка на сайті ВРУ[недоступне посилання з липня 2019]